# فهرست آثار ملی شهرستان گناباد
فهرست آثار ملی شهرستان گناباد شامل ۱۳۳ اثر ملی در شهرستان گناباد است که تا ۱۳۹۷ به ثبت رسیده‌اند که سهم این شهرستان در سطح استان خراسان رضوی که بالغ بر ۱۴۰۷ اثر تاریخی ثبت شده دارد رتبه دوم بعد از مشهد را داراست.
مسجد جامع گناباد اولین اثر ملی این شهرستان است که در ۲۰ بهمن ۱۳۱۸ خورشیدی در فهرست آثار ملی ایران قرار گرفت. همچنین قنات قصبه قدیمی‌ترین بنای تاریخی این شهرستان است.

## آثار ثبت‌شده
| ردیف    | نام اثر                              | نگاره          | دیرینگی                                  | موقعیت | شمارهٔ ثبت | تاریخ ثبت        | منبع    |
| بناها   | بناها                                | بناها          | بناها                                    | بناها | بناها     | بناها            | بناها   |
| ------- | ------------------------------------ | -------------- | ---------------------------------------- | --- | --------- | ---------------- | ------- |
| ۱       | مسجد جامع گناباد                     |                | سده ۷ قمری                               | شهر گناباد - محل کوی شرقی ۳۴°۲۰′۵″ شمالی ۵۸°۴۲′۱″ شرقی / ۳۴٫۳۳۴۷۲°شمالی ۵۸٫۷۰۰۲۸°شرقی                                      | ۳۲۵       | ۲۰ بهمن ۱۳۱۸     | [ ۳ ]   |
| ۲       | آرامگاه امامزاده سلطان محمد عابد     |                | سده ۱۰ قمری                              | شهر کاخک ۳۴°۸′۴۷″ شمالی ۵۸°۳۹′۲۳″ شرقی / ۳۴٫۱۴۶۳۹°شمالی ۵۸٫۶۵۶۳۹°شرقی                                                      | ۳۸۵       | ۱۱ آذر ۱۳۳۰      | [ ۵ ]   |
| ۳       | آرامگاه جغتین                        | بارگذاری تصویر | سده ۸ قمری                               | ۲ کیلومتری روستای گیسور | ۱۸۰۵      | ۲۵ آذر ۱۳۷۵      | [ ۶ ]   |
| ۴       | قنات قصبه                            |                | دوره هخامنشی                             | ارتفاعات سیاه کوه جنوب‌غربی شهر گناباد ۳۴°۱۷′۲۴″ شمالی ۵۸°۳۹′۱۶″ شرقی / ۳۴٫۲۹۰۰۰°شمالی ۵۸٫۶۵۴۴۴°شرقی                        | ۲۹۶۳      | ۲۸ دی ۱۳۷۹       | [ ۴ ]   |
| ۵       | حوضخانه بیدخت                        | بارگذاری تصویر | دوره قاجار                               | شهر بیدخت - خیابان مسجد جامع                                                                                               | ۳۲۳۷      | ۲۵ اسفند ۱۳۷۹    | [ ۷ ]   |
| ۶       | حسینیه گناباد                        | بارگذاری تصویر | دوره قاجار                               | شهر گناباد - نزدیک میدان امام خمینی                                                                                        | ۳۷۷۷      | ۱۸ اردیبهشت ۱۳۸۰ | [ ۸ ]   |
| ۷       | مسجد بالا                            | بارگذاری تصویر | اوایل دوره قاجار                         | شهر گناباد - خیابان بهار                                                                                                   | ۳۷۷۸      | ۱۸ اردیبهشت ۱۳۸۰ | [ ۹ ]   |
| ۸       | امامزاده احمد                        |                | دوره صفوی - دوره قاجار                   | روستای بیمرغ | ۴۴۹۸      | ۵ آذر ۱۳۸۰       | [ ۱۰ ]  |
| ۹       | مدرسه علمیه                          |                | دوره صفوی - دوره قاجار                   | شهر گناباد - خیابان ناصرخسرو ۳۴°۲۰′۴٫۲″ شمالی ۵۸°۴۲′۲٫۶″ شرقی / ۳۴٫۳۳۴۵۰۰°شمالی ۵۸٫۷۰۰۷۲۲°شرقی                             | ۴۵۰۰      | ۵ آذر ۱۳۸۰       | [ ۱۱ ]  |
| ۱۰      | یخدان کوثر                           |                | دوره قاجار                               | شهر بیدخت - محله کوثر ۳۴°۲۲′۶٫۸″ شمالی ۵۸°۴۸′۳٫۲″ شرقی / ۳۴٫۳۶۸۵۵۶°شمالی ۵۸٫۸۰۰۸۸۹°شرقی                                    | ۴۵۰۱      | ۵ آذر ۱۳۸۰       | [ ۱۲ ]  |
| ۱۱      | باغ سرای مند                         | بارگذاری تصویر | دوره تیموری                              | روستای مند | ۴۵۷۶      | ۱۱ دی ۱۳۸۰       | [ ۱۳ ]  |
| ۱۲      | قلعه زیبد                            |                | سده‌های تاریخی پس از اسلام                | روستای زیبد ۳۴°۱۶′۳۲″ شمالی ۵۸°۲۸′۵۶″ شرقی / ۳۴٫۲۷۵۵۶°شمالی ۵۸٫۴۸۲۲۲°شرقی                                                  | ۴۵۷۷      | ۱۱ دی ۱۳۸۰       | [ ۱۴ ]  |
| ۱۳      | مسجد جامع عبدالله نوقاب              |                | دوره قاجار                               | محله نوقاب ۳۴°۲۱′۰٫۶″ شمالی ۵۸°۴۳′۳۶٫۰″ شرقی / ۳۴٫۳۵۰۱۶۷°شمالی ۵۸٫۷۲۶۶۶۷°شرقی                                              | ۴۵۷۹      | ۱۱ دی ۱۳۸۰       | [ ۱۵ ]  |
| ۱۴      | مسجد سموئی                           |                | دوره قاجار                               | روستای خیبری ۳۴°۲۱′۵۱٫۷″ شمالی ۵۸°۴۳′۵۱٫۳″ شرقی / ۳۴٫۳۶۴۳۶۱°شمالی ۵۸٫۷۳۰۹۱۷°شرقی                                           | ۴۵۸۰      | ۱۱ دی ۱۳۸۰       | [ ۱۶ ]  |
| ۱۵      | خانه خانیکی                          | بارگذاری تصویر | اواخر دوره قاجار - اوایل دوره پهلوی      | شهر گناباد - پشت دانشگاه علوم پزشکی                                                                                        | ۴۵۸۱      | ۱۱ دی ۱۳۸۰       | [ ۱۷ ]  |
| ۱۶      | دارالشفاء دلویی (قدمگاه علی)         | بارگذاری تصویر | سده ۱۳ ق                                 | روستای دلویی | ۴۶۶۷      | ۱۱ دی ۱۳۸۰       | [ ۱۸ ]  |
| ۱۷      | قلعه دختر شوراب                      | بارگذاری تصویر | دوره ساسانیان                            | روستای شوراب | ۴۸۱۱      | ۱۹ اسفند ۱۳۸۰    | [ ۱۹ ]  |
| ۱۸      | آرامگاه دلوئی                        | بارگذاری تصویر | دوره قاجار                               | ۴ کیلومتری شمال شرقی شهر گناباد                                                                                            | ۴۹۰۴      | ۱۹ اسفند ۱۳۸۰    | [ ۲۰ ]  |
| ۱۹      | امامزاده یحیی                        |                | ؟                                        | ۵ کیلومتری کاخک، آبادی یحیی‌آباد                                                                                            | ۵۰۲۷      | ۲۵ اسفند ۱۳۸۰    | [ ۲۱ ]  |
| ۲۰      | حمام قدیمی شهر                       | بارگذاری تصویر | دوره قاجار                               | مرکز شهر - نزدیک مسجد جامع گناباد                                                                                          | ۵۱۳۹      | ۲۵ اسفند ۱۳۸۰    | [ ۲۲ ]  |
| ۲۱      | مسجد جامع قوژد                       |                | دوره قاجار                               | روستای قوژد ۳۴°۲۴′۵۷″ شمالی ۵۸°۴۴′۲۲″ شرقی / ۳۴٫۴۱۵۸۳°شمالی ۵۸٫۷۳۹۴۴°شرقی                                                  | ۵۱۴۰      | ۲۵ اسفند ۱۳۸۰    | [ ۲۳ ]  |
| ۲۲      | کاروانسرای قوژد                      | بارگذاری تصویر | دوره قاجار                               | روستای قوژد | ۵۱۴۱      | ۲۵ اسفند ۱۳۸۰    | [ ۲۴ ]  |
| ۲۳      | ایوان مصلی                           | بارگذاری تصویر | اواسط دوره قاجار                         | شهر گناباد - ابتدای خیابان شهید غفاری                                                                                      | ۵۱۴۲      | ۲۵ اسفند ۱۳۸۰    | [ ۲۵ ]  |
| ۲۴      | مسجد جامع بیلند                      |                | دوره قاجار                               | روستای بیلند ۳۴°۲۳′۳۰٫۱″ شمالی ۵۸°۴۱′۵۷٫۵″ شرقی / ۳۴٫۳۹۱۶۹۴°شمالی ۵۸٫۶۹۹۳۰۶°شرقی                                           | ۵۱۴۳      | ۲۵ اسفند ۱۳۸۰    | [ ۲۶ ]  |
| ۲۵      | امامزاده محمود خانیک                 |                | دوران‌های تاریخی پس از اسلام              | روستای خانیک ۳۴°۸′۴۰٫۵″ شمالی ۵۸°۳۳′۵۷٫۵″ شرقی / ۳۴٫۱۴۴۵۸۳°شمالی ۵۸٫۵۶۵۹۷۲°شرقی                                            | ۵۷۰۰      | ۲۵ اسفند ۱۳۸۰    | [ ۲۷ ]  |
| ۲۶      | خانه گوهری                           |                | دوره قاجار                               | شهر گناباد - خیابان شهید غفاری ۳۴°۲۰′۵۶٫۴″ شمالی ۵۸°۴۱′۳٫۰″ شرقی / ۳۴٫۳۴۹۰۰۰°شمالی ۵۸٫۶۸۴۱۶۷°شرقی                          | ۵۹۱۰      | ۸ مرداد ۱۳۸۱     | [ ۲۸ ]  |
| ۲۷      | آب‌انبار حسینیه گناباد                | بارگذاری تصویر | اواخر دوره قاجار                         | شهر گناباد - میدان امام خمینی                                                                                              | ۵۹۵۲      | ۸ مرداد ۱۳۸۱     | [ ۲۹ ]  |
| ۲۸      | خانه جعفریان                         | بارگذاری تصویر | دوره قاجار                               | شهر گناباد - کوی شرقی، خیابان بهار                                                                                         | ۵۹۵۳      | ۸ مرداد ۱۳۸۱     | [ ۳۰ ]  |
| ۲۹      | مسجد خواجه (مسجد جامع قدیم)          | بارگذاری تصویر | دوره قاجار                               | شهر گناباد - ابتدای خیابان سعدی                                                                                            | ۵۹۵۴      | ۸ مرداد ۱۳۸۱     | [ ۳۱ ]  |
| ۳۰      | ارگ فرود                             |                | دوران‌های تاریخی پس از اسلام              | روستای تک میدان ۳۴°۸′۴۵″ شمالی ۵۸°۳۰′۵″ شرقی / ۳۴٫۱۴۵۸۳°شمالی ۵۸٫۵۰۱۳۹°شرقی                                                | ۵۹۵۵      | ۸ مرداد ۱۳۸۱     | [ ۳۲ ]  |
| ۳۱      | آسیاب‌های آبی تک زو                   |                | دوران‌های تاریخی پس از اسلام              | روستای تک میدان ۳۴°۸′۴۱″ شمالی ۵۸°۲۹′۳۹″ شرقی / ۳۴٫۱۴۴۷۲°شمالی ۵۸٫۴۹۴۱۷°شرقی                                               | ۶۳۷۸      | ۷ مهر ۱۳۸۱       | [ ۳۳ ]  |
| ۳۲      | آسیاب کاخک                           |                | دوران‌های تاریخی پس از اسلام              | جنوب غربی شهر کاخک ۳۴°۸′۸٫۱″ شمالی ۵۸°۳۹′۰٫۱″ شرقی / ۳۴٫۱۳۵۵۸۳°شمالی ۵۸٫۶۵۰۰۲۸°شرقی                                        | ۶۴۳۲      | ۷ مهر ۱۳۸۱       | [ ۳۴ ]  |
| ۳۳      | آرامگاه امامزاده احمد جوانمرد دیسفان | بارگذاری تصویر | دوره صفوی                                | روستای دیسفان | ۶۶۵۵      | ۱۰ دی ۱۳۸۱       | [ ۳۵ ]  |
| ۳۴      | ایوان مسجد جامع کاخک                 |                | دوره ایلخانی                             | شهر کاخک - خیابان امام (آبشار)                                                                                             | ۶۷۲۷      | ۱۰ دی ۱۳۸۱       | [ ۳۶ ]  |
| ۳۵      | هشتی خانه شوکت                       | بارگذاری تصویر | دوران‌های تاریخی پس از اسلام              | روستای بیلند | ۶۷۲۸      | ۱۰ دی ۱۳۸۱       | [ ۳۷ ]  |
| ۳۶      | مسجد بالای بیلند                     | بارگذاری تصویر | دوره قاجار                               | روستای بیلند | ۶۷۲۹      | ۱۰ دی ۱۳۸۱       | [ ۳۸ ]  |
| ۳۷      | آب‌انبار پائین بیلند                  | بارگذاری تصویر | دوره قاجار                               | روستای بیلند | ۶۷۳۰      | ۱۰ دی ۱۳۸۱       | [ ۳۹ ]  |
| ۳۸      | آرامگاه ابو منصور ریابی              |                | دوران‌های تاریخی پس از اسلام              | روستای ریاب ۳۴°۲۰′۴۰٫۶″ شمالی ۵۸°۳۷′۴۰٫۱″ شرقی / ۳۴٫۳۴۴۶۱۱°شمالی ۵۸٫۶۲۷۸۰۶°شرقی                                            | ۶۷۳۱      | ۱۰ دی ۱۳۸۱       | [ ۴۰ ]  |
| ۳۹      | حوض‌انبار قلعه قدیمی کاخک             |                | دوره قاجار                               | مرکز شهر کاخک | ۶۸۶۹      | ۱۰ دی ۱۳۸۱       | [ ۴۱ ]  |
| ۴۰      | حوض‌خانه فخر زاده                     | بارگذاری تصویر | دوره قاجار                               | شهر گناباد - خیابان بهار، کوچه ۱۶                                                                                          | ۷۶۱۰      | ۱۷ اسفند ۱۳۸۱    | [ ۴۲ ]  |
| ۴۱      | مسجد جامع بیدخت                      |                | دوره زند                                 | شمال شرق شهر بیدخت ۳۴°۲۰′۴۰٫۴″ شمالی ۵۸°۴۵′۴۶٫۲″ شرقی / ۳۴٫۳۴۴۵۵۶°شمالی ۵۸٫۷۶۲۸۳۳°شرقی                                     | ۸۹۵۹      | ۱۰ خرداد ۱۳۸۲    | [ ۴۳ ]  |
| ۴۲      | آسیاب‌های سرآسیاب                     | بارگذاری تصویر | دوران‌های تاریخی پس از اسلام              | روستای سرآسیاب | ۸۹۶۰      | ۱۰ خرداد ۱۳۸۲    | [ ۴۴ ]  |
| ۴۳      | آب‌انبار قلعه کاخک                    | بارگذاری تصویر | دوره قاجار - دوره پهلوی                  | مرکز شهر کاخک | ۹۲۵۵      | ۲۴ تیر ۱۳۸۲      | [ ۴۵ ]  |
| ۴۴      | آب‌انبار حاج بیدختی                   | بارگذاری تصویر | اوایل دوره پهلوی                         | شهر بیدخت - خیابان صالح‌آباد                                                                                                | ۹۲۵۶      | ۲۴ تیر ۱۳۸۲      | [ ۴۶ ]  |
| ۴۵      | آب‌انبار دودرب بیدخت                  | بارگذاری تصویر | دوره قاجار                               | مرکز شهر بیدخت | ۹۲۵۷      | ۲۴ تیر ۱۳۸۲      | [ ۴۷ ]  |
| ۴۶      | حمام صالح‌علیشاه بیدخت                | بارگذاری تصویر | اواخر دوره قاجار                         | مرکز شهر بیدخت | ۹۲۵۸      | ۲۴ تیر ۱۳۸۲      | [ ۴۸ ]  |
| ۴۷      | پل کال شور                           |                | دوره صفوی                                | ۳۴ کیلومتری شمال شهر گناباد ۳۴°۴۰′۳٫۶″ شمالی ۵۸°۴۷′۳۱٫۱″ شرقی / ۳۴٫۶۶۷۶۶۷°شمالی ۵۸٫۷۹۱۹۷۲°شرقی                             | ۱۱۰۵۵     | ۱۷ مرداد ۱۳۸۳    | [ ۴۹ ]  |
| ۴۸      | رباط کم‌آبی کال شور                   | بارگذاری تصویر | دوره قاجار                               | ۵۰۰ متری جاده آسیایی - روستای فیض‌آباد                                                                                      | ۱۱۰۶۶     | ۱۶ شهریور ۱۳۸۳   | [ ۵۰ ]  |
| ۴۹      | شیره‌پزخانه صالح‌آباد                  | بارگذاری تصویر | دوره قاجار                               | شهر بیدخت - بلوار شفا | ۱۱۹۱۸     | ۵ تیر ۱۳۸۴       | [ ۵۱ ]  |
| ۵۰      | آب‌انبار نوده                         | بارگذاری تصویر | دوره قاجار                               | روستای نوده | ۱۲۳۹۹     | ۱۱ مرداد ۱۳۸۴    | [ ۵۲ ]  |
| ۵۱      | برج ریاب                             | بارگذاری تصویر | دوره قاجار                               | روستای ریاب | ۱۲۴۰۰     | ۱۱ مرداد ۱۳۸۴    | [ ۵۳ ]  |
| ۵۲      | آب‌انبار کوثر                         | بارگذاری تصویر | دوره قاجار                               | روستای کوثر | ۱۲۴۰۱     | ۱۱ مرداد ۱۳۸۴    | [ ۵۴ ]  |
| ۵۳      | حوض‌انبار کوهستانی                    | بارگذاری تصویر | دوره قاجار                               | داخل شهر کاخک | ۱۲۴۰۲     | ۱۱ مرداد ۱۳۸۴    | [ ۵۵ ]  |
| ۵۴      | آرامگاه سعیدی بیلند                  | بارگذاری تصویر | اواخر دوره قاجار                         | روستای بیلند | ۱۲۹۰۷     | ۱۹ مرداد ۱۳۸۴    | [ ۵۶ ]  |
| ۵۵      | آب‌انبار جواهری قوژد                  | بارگذاری تصویر | دوره قاجار                               | روستای قوژد | ۱۲۹۰۸     | ۱۹ مرداد ۱۳۸۴    | [ ۵۷ ]  |
| ۵۶      | خانه غلامیان ریاب                    |                | دوره قاجار                               | روستای ریاب | ۱۲۹۰۹     | ۱۹ مرداد ۱۳۸۴    | [ ۵۸ ]  |
| ۵۷      | مسجد کمالی قوژد                      | بارگذاری تصویر | دوره قاجار                               | روستای قوژد | ۱۲۹۱۰     | ۱۹ مرداد ۱۳۸۴    | [ ۵۹ ]  |
| ۵۸      | آب‌انبار شوراب                        | بارگذاری تصویر | دوره قاجار                               | بخش مرکزی - غرب روستای شوراب                                                                                               | ۱۲۹۱۱     | ۱۹ مرداد ۱۳۸۴    | [ ۶۰ ]  |
| ۵۹      | یخدان رهن                            | بارگذاری تصویر | دوره قاجار                               | روستای رهن ۳۴°۲۱′۴٫۲″ شمالی ۵۸°۳۹′۳۰٫۹″ شرقی / ۳۴٫۳۵۱۱۶۷°شمالی ۵۸٫۶۵۸۵۸۳°شرقی                                              | ۱۲۹۱۳     | ۱۹ مرداد ۱۳۸۴    | [ ۶۱ ]  |
| ۶۰      | خانه اشرفی نیا                       | بارگذاری تصویر | اواخر دوره قاجار                         | روستای ریاب | ۱۲۹۱۴     | ۱۹ مرداد ۱۳۸۴    | [ ۶۲ ]  |
| ۶۱      | حوض‌خانه حسینیان                      | بارگذاری تصویر | اواخر دوره قاجار                         | روستای بیلند | ۱۲۹۱۵     | ۱۹ مرداد ۱۳۸۴    | [ ۶۳ ]  |
| ۶۲      | مسجد میرزا عرب بیلند                 | بارگذاری تصویر | اواخر دوره قاجار                         | روستای بیلند | ۱۲۹۱۶     | ۱۹ مرداد ۱۳۸۴    | [ ۶۴ ]  |
| ۶۳      | آب‌انبار دودرب صالح‌آباد               | بارگذاری تصویر | اواخر دوره قاجار                         | بخش مرکزی - دهستان پس‌کلوت                                                                                                  | ۱۲۹۱۷     | ۱۹ مرداد ۱۳۸۴    | [ ۶۵ ]  |
| ۶۴      | آب‌انبار پیراسته                      | بارگذاری تصویر | اواخر دوره قاجار                         | روستای خیبری | ۱۲۹۱۸     | ۱۹ مرداد ۱۳۸۴    | [ ۶۶ ]  |
| ۶۵      | مسجد رضو                             | بارگذاری تصویر | اواخر دوره قاجار                         | بخش کاخک - روستای رضو | ۱۲۹۱۹     | ۱۹ مرداد ۱۳۸۴    | [ ۶۷ ]  |
| ۶۶      | مسجد نوده                            | بارگذاری تصویر | اواخر دوره قاجار                         | روستای نوده | ۱۲۹۲۰     | ۱۹ مرداد ۱۳۸۴    | [ ۶۸ ]  |
| ۶۷      | آب‌انبار بهاباد                       | بارگذاری تصویر | اواخر دوره قاجار                         | روستای به‌آباد | ۱۲۹۲۱     | ۱۹ مرداد ۱۳۸۴    | [ ۶۹ ]  |
| ۶۸      | سردر غربی باغ صالح‌آباد               | بارگذاری تصویر | دوره قاجار                               | بخش مرکزی - دهستان پس‌کلوت                                                                                                  | ۱۲۹۲۲     | ۱۹ مرداد ۱۳۸۴    | [ ۷۰ ]  |
| ۶۹      | چهارطاقی قوژد                        | بارگذاری تصویر | دوره قاجار                               | روستای قوژد | ۱۲۹۲۳     | ۱۹ مرداد ۱۳۸۴    | [ ۷۱ ]  |
| ۷۰      | آرامگاه میرزا کاظم خلیلی             | بارگذاری تصویر | دوران‌های تاریخی اسلام - اوایل دوره قاجار | روستای رهن | ۱۲۹۲۴     | ۱۹ مرداد ۱۳۸۴    | [ ۷۲ ]  |
| ۷۱      | سردر جنوبی باغ صالح‌آباد              | بارگذاری تصویر | اواخر دوره قاجار                         | بخش مرکزی - دهستان پس‌کلوت                                                                                                  | ۱۲۹۲۵     | ۱۹ مرداد ۱۳۸۴    | [ ۷۳ ]  |
| ۷۲      | رباط جعفرآباد                        | بارگذاری تصویر | دوره قاجار                               | روستای جعفرآباد | ۱۲۹۲۷     | ۱۹ مرداد ۱۳۸۴    | [ ۷۴ ]  |
| ۷۳      | آب‌انبار دوقلو                        | بارگذاری تصویر | دوره قاجار                               | شهر گناباد - کوی شرقی، خیابان بهار                                                                                         | ۱۲۹۲۸     | ۱۹ مرداد ۱۳۸۴    | [ ۷۵ ]  |
| ۷۴      | سراچه منزل حاجی معین                 | بارگذاری تصویر | اواخر دوره قاجار                         | شهر بیدخت - خیابان بهار | ۱۲۹۲۹     | ۱۹ مرداد ۱۳۸۴    | [ ۷۶ ]  |
| ۷۵      | خانه حاجی معین                       | بارگذاری تصویر | اواخر دوره قاجار                         | شهر بیدخت - خیابان بهار | ۱۲۹۳۰     | ۱۹ مرداد ۱۳۸۴    | [ ۷۷ ]  |
| ۷۶      | آب‌انبار بالاده قوژد                  | بارگذاری تصویر | دوره قاجار                               | روستای قوژد | ۱۲۹۳۱     | ۱۹ مرداد ۱۳۸۴    | [ ۷۸ ]  |
| ۷۷      | حمام بهاباد                          | بارگذاری تصویر | اواخر دوره قاجار                         | روستای به‌آباد | ۱۲۹۳۲     | ۱۹ مرداد ۱۳۸۴    | [ ۷۹ ]  |
| ۷۸      | ایوان منزل قدیمی ترابی               | بارگذاری تصویر | اواخر دوره قاجار                         | روستای مند | ۱۲۹۳۳     | ۱۹ مرداد ۱۳۸۴    | [ ۸۰ ]  |
| ۷۹      | خانه پشین بین                        | بارگذاری تصویر | اواخر دوره قاجار                         | روستای قوژد | ۱۲۹۳۴     | ۱۹ مرداد ۱۳۸۴    | [ ۸۱ ]  |
| ۸۰      | خانه صادقیان                         | بارگذاری تصویر | اواخر دوره قاجار                         | روستای قوژد | ۱۲۹۳۵     | ۱۹ مرداد ۱۳۸۴    | [ ۸۲ ]  |
| ۸۱      | خانه مختاری                          | بارگذاری تصویر | اواخر دوره قاجار                         | روستای ریاب | ۱۲۹۳۶     | ۱۹ مرداد ۱۳۸۴    | [ ۸۳ ]  |
| ۸۲      | حوض‌انبار نوده                        | بارگذاری تصویر | اواخر دوره قاجار                         | روستای نوده | ۱۲۹۳۷     | ۱۹ مرداد ۱۳۸۴    | [ ۸۴ ]  |
| ۸۳      | حوض درویش مولا                       | بارگذاری تصویر | دوره صفوی                                | شهر گناباد - کوی شرقی، میدان حمزه، کوچه حوض مولا                                                                           | ۱۲۹۳۸     | ۱۹ مرداد ۱۳۸۴    | [ ۸۵ ]  |
| ۸۴      | زورخانه پوریای ولی                   | بارگذاری تصویر | اواخر دوره قاجار                         | روستای بیلند | ۱۲۹۳۹     | ۱۹ مرداد ۱۳۸۴    | [ ۸۶ ]  |
| ۸۵      | آسیاب‌آبی صالح‌آباد                    | بارگذاری تصویر | دوره قاجار                               | بخش مرکزی - دهستان پس‌کلوت                                                                                                  | ۱۲۹۴۰     | ۱۹ مرداد ۱۳۸۴    | [ ۸۷ ]  |
| ۸۶      | حوض زهرا                             | بارگذاری تصویر | پهلوی اول                                | یک کیلومتری شمال شرق شهر بیدخت                                                                                             | ۱۳۱۰۹     | ۲۲ مرداد ۱۳۸۴    | [ ۸۸ ]  |
| ۸۷      | آرامگاه حاج میرزا محمود ریاب         | بارگذاری تصویر | پهلوی اول                                | روستای ریاب | ۱۳۱۱۰     | ۲۲ مرداد ۱۳۸۴    | [ ۸۹ ]  |
| ۸۸      | حمام نوده                            | بارگذاری تصویر | پهلوی اول                                | روستای نوده | ۱۳۱۱۱     | ۲۲ مرداد ۱۳۸۴    | [ ۹۰ ]  |
| ۸۹      | آب‌انبار مظفرالسلطان                  | بارگذاری تصویر | پهلوی اول                                | روستای نجم‌آباد | ۱۳۱۱۳     | ۲۲ مرداد ۱۳۸۴    | [ ۹۱ ]  |
| ۹۰      | آب‌انبار ریاب                         |                | دوره قاجار                               | روستای ریاب ۳۴°۲۰′۵۴٫۰″ شمالی ۵۸°۳۷′۴۸٫۲″ شرقی / ۳۴٫۳۴۸۳۳۳°شمالی ۵۸٫۶۳۰۰۵۶°شرقی                                            | ۱۳۱۶۹     | ۲۲ مرداد ۱۳۸۴    | [ ۹۲ ]  |
| ۹۱      | کوشک باغ گلشن ریاب                   | بارگذاری تصویر | دوره قاجار                               | روستای ریاب | ۱۳۱۷۰     | ۲۲ مرداد ۱۳۸۴    | [ ۹۳ ]  |
| ۹۲      | آب‌انبار عمرانی                       |                | دوره قاجار                               | بخش مرکزی - روستای عمرانی ۳۴°۳۳′۲۸٫۵″ شمالی ۵۸°۴۲′۴۰٫۳″ شرقی / ۳۴٫۵۵۷۹۱۷°شمالی ۵۸٫۷۱۱۱۹۴°شرقی                              | ۱۳۱۷۱     | ۲۲ مرداد ۱۳۸۴    | [ ۹۴ ]  |
| ۹۳      | خانه حاجی بالا                       | بارگذاری تصویر | دوره قاجار                               | بخش مرکزی - روستای عمرانی                                                                                                  | ۱۳۱۷۲     | ۲۲ مرداد ۱۳۸۴    | [ ۹۵ ]  |
| ۹۴      | آب‌انبار رباط عمرانی                  |                | دوره قاجار                               | بخش مرکزی - روستای عمرانی ۳۴°۳۳′۳۵٫۷″ شمالی ۵۸°۴۲′۴۱٫۸″ شرقی / ۳۴٫۵۵۹۹۱۷°شمالی ۵۸٫۷۱۱۶۱۱°شرقی                              | ۱۳۱۷۳     | ۲۲ مرداد ۱۳۸۴    | [ ۹۶ ]  |
| ۹۵      | مسجد ریاب                            | بارگذاری تصویر | دوره قاجار                               | روستای ریاب | ۱۳۱۷۴     | ۲۲ مرداد ۱۳۸۴    | [ ۹۷ ]  |
| ۹۶      | مسجد عمرانی                          | بارگذاری تصویر | دوره قاجار                               | بخش مرکزی - روستای عمرانی ۳۴°۳۳′۳۱٫۲″ شمالی ۵۸°۴۲′۴۱٫۳″ شرقی / ۳۴٫۵۵۸۶۶۷°شمالی ۵۸٫۷۱۱۴۷۲°شرقی                              | ۱۳۱۷۵     | ۲۲ مرداد ۱۳۸۴    | [ ۹۸ ]  |
| ۹۷      | حمام قلعه عمرانی                     | بارگذاری تصویر | دوره قاجار                               | بخش مرکزی - روستای عمرانی ۳۴°۳۳′۳۱٫۰″ شمالی ۵۸°۴۲′۳۹٫۲″ شرقی / ۳۴٫۵۵۸۶۱۱°شمالی ۵۸٫۷۱۰۸۸۹°شرقی                              | ۱۳۱۷۶     | ۲۲ مرداد ۱۳۸۴    | [ ۹۹ ]  |
| ۹۸      | حوض‌انبار عمرانی                      | بارگذاری تصویر | دوره قاجار                               | بخش مرکزی - روستای عمرانی ۳۴°۳۳′۳۱″ شمالی ۵۸°۴۲′۴۰″ شرقی / ۳۴٫۵۵۸۶۱°شمالی ۵۸٫۷۱۱۱۱°شرقی                                    | ۱۳۱۷۷     | ۲۲ مرداد ۱۳۸۴    | [ ۱۰۰ ] |
| ۹۹      | خانه علیپور                          | بارگذاری تصویر | دوره قاجار                               | روستای ریاب | ۱۳۱۷۸     | ۲۲ مرداد ۱۳۸۴    | [ ۱۰۱ ] |
| ۱۰۰     | مسجد قدیمی دیزق                      | بارگذاری تصویر | دوره قاجار                               | روستای قنبرآباد | ۱۳۱۷۹     | ۲۲ مرداد ۱۳۸۴    | [ ۱۰۲ ] |
| ۱۰۱     | حمام ریاب                            |                | اواخر دوره صفوی                          | روستای ریاب ۳۴°۲۰′۵۴٫۶″ شمالی ۵۸°۳۷′۴۷٫۷″ شرقی / ۳۴٫۳۴۸۵۰۰°شمالی ۵۸٫۶۲۹۹۱۷°شرقی                                            | ۱۳۱۸۰     | ۲۲ مرداد ۱۳۸۴    | [ ۱۰۳ ] |
| ۱۰۲     | آب‌انبار کلاته شمس                    | بارگذاری تصویر | پهلوی اول                                | ۵۰۰ متری شمال روستای کلاته شمس                                                                                             | ۱۳۸۸۶     | ۲۵ آبان ۱۳۸۴     | [ ۱۰۴ ] |
| ۱۰۳     | حمام استاد                           |                | پهلوی اول                                | بافت قدیمی روستای استاد ۳۴°۷′۲۹٫۰″ شمالی ۵۸°۴۶′۳۲٫۳″ شرقی / ۳۴٫۱۲۴۷۲۲°شمالی ۵۸٫۷۷۵۶۳۹°شرقی                                 | ۱۳۸۸۷     | ۲۵ آبان ۱۳۸۴     | [ ۱۰۵ ] |
| ۱۰۴     | آرامگاه حاج ملا حسن توکلی            |                | پهلوی اول                                | روستای نوغاب ۳۴°۲۰′۴۹٫۷″ شمالی ۵۸°۴۳′۱۷٫۳″ شرقی / ۳۴٫۳۴۷۱۳۹°شمالی ۵۸٫۷۲۱۴۷۲°شرقی                                           | ۱۴۰۰۱     | ۱۱ آذر ۱۳۸۴      | [ ۱۰۶ ] |
| ۱۰۵     | آب‌انبار روشناوند                     |                | دوره صفوی                                | روستای روشناوند | ۱۵۵۶۳     | ۱۷ خرداد ۱۳۸۵    | [ ۱۰۷ ] |
| ۱۰۶     | حمام روشناوند                        | بارگذاری تصویر | دوره قاجار                               | روستای روشناوند | ۱۵۶۱۸     | ۱۷ خرداد ۱۳۸۵    | [ ۱۰۸ ] |
| ۱۰۷     | آسیاب کلات                           | بارگذاری تصویر | دوره صفوی                                | روستای کلات | ۲۲۲۹۶     | ۲۷ اسفند ۱۳۸۶    | [ ۱۰۹ ] |
| ۱۰۸     | حمام کلات                            | بارگذاری تصویر | دوره قاجار                               | روستای کلات | ۲۲۳۰۱     | ۲۷ اسفند ۱۳۸۶    | [ ۱۱۰ ] |
| ۱۰۹     | خانه سعیدیان                         | بارگذاری تصویر | دوره قاجار - اوایل دوره پهلوی            | محله نوقاب | ۲۴۴۹۳     | ۱۶ دی ۱۳۸۷       | [ ۱۱۱ ] |
| ۱۱۰     | رباط قلعه عمرانی                     |                | دوره صفوی                                | بخش مرکزی - روستای عمرانی ۳۴°۳۳′۳۴٫۴″ شمالی ۵۸°۴۲′۴۰٫۷″ شرقی / ۳۴٫۵۵۹۵۵۶°شمالی ۵۸٫۷۱۱۳۰۶°شرقی                              | ۲۶۲۶۵     | ۲۷ اسفند ۱۳۸۷    | [ ۱۱۲ ] |
| ۱۱۱     | آسیاب حاجی‌آباد                       | بارگذاری تصویر | دوره قاجار                               | ۲/۵ کیلومتری جنوب غربی روستای حاجی‌آباد                                                                                     | ۲۶۲۶۶     | ۲۷ اسفند ۱۳۸۷    | [ ۱۱۳ ] |
| ۱۱۲     | قلعه ده‌ملا                           | بارگذاری تصویر | دوره قاجار                               | دو راهی مرغش به سمت روستای کلاته ملا                                                                                       | ۲۶۲۷۰     | ۲۷ اسفند ۱۳۸۷    | [ ۱۱۴ ] |
| ۱۱۳     | آسیاب شوراب                          | بارگذاری تصویر | اواخر دوره صفوی                          | بخش مرکزی - یک کیلومتری غرب روستای شوراب                                                                                   | ۲۶۲۷۶     | ۲۷ اسفند ۱۳۸۷    | [ ۱۱۵ ] |
| ۱۱۴     | یخدان سنو                            | بارگذاری تصویر | دوره صفوی                                | روسنای سنو | ۲۸۱۰۸     | ۱ آذر ۱۳۸۸       | [ ۲ ]   |
| ۱۱۵     | حوض‌انبار سنو                         | بارگذاری تصویر | دوره صفوی                                | روسنای سنو | ۲۸۱۰۹     | ۱ آذر ۱۳۸۸       | [ ۲ ]   |
| ۱۱۶     | مسجد کلات                            | بارگذاری تصویر | دوره قاجار                               | روستای کلات | ۲۹۰۴۸     | ۱۳ بهمن ۱۳۸۸     | [ ۲ ]   |
| ۱۱۷     | قلعه ریاب                            | بارگذاری تصویر | دوره قاجار                               | روستای ریاب | ۲۹۰۵۴     | ۱۳ بهمن ۱۳۸۸     | [ ۲ ]   |
| ۱۱۸     | حمام سنو                             | بارگذاری تصویر | اواخر دوره صفوی - اوایل دوره پهلوی       | داخل روسنای سنو | ۲۹۰۵۵     | ۱۳ بهمن ۱۳۸۸     | [ ۲ ]   |
| ۱۱۹     | آب‌انبار دلویی                        | بارگذاری تصویر | اواخر دوره قاجار                         | روستای دلویی | ۲۹۰۵۶     | ۱۳ بهمن ۱۳۸۸     | [ ۲ ]   |
| ۱۲۰     | آب‌انبار نجومیه                       |                | دوره صفوی - دوره قاجار                   | شهر گناباد - میدان امام، خیابان ناصرخسرو نبش خیابان بهار ۳۴°۲۰′۴٫۶″ شمالی ۵۸°۴۲′۲٫۴″ شرقی / ۳۴٫۳۳۴۶۱۱°شمالی ۵۸٫۷۰۰۶۶۷°شرقی | ۲۹۰۶۴     | ۱۳ بهمن ۱۳۸۸     | [ ۲ ]   |
| ۱۲۱     | حمام کرم نوغاب                       |                | اواخر دوره قاجار                         | محله نوقاب | ۲۹۰۶۷     | ۱۳ بهمن ۱۳۸۸     | [ ۲ ]   |
| ۱۲۲     | آب‌انبار رهن                          | بارگذاری تصویر | دوره قاجار                               | روستای رهن | ۲۹۲۸۰     | ۱۳ بهمن ۱۳۸۸     | [ ۲ ]   |
| ۱۲۳     | آسیاب روچی                           | بارگذاری تصویر | دوره قاجار                               | روستای روچی | ۲۹۲۸۷     | ۱۳ بهمن ۱۳۸۸     | [ ۲ ]   |
| ۱۲۴     | خانه نیکخواه                         | بارگذاری تصویر | دوره قاجار                               | روستای خیبری | ۲۹۲۸۹     | ۱۳ بهمن ۱۳۸۸     | [ ۲ ]   |
| ۱۲۵     | خانه بهلول گنابادی                   | بارگذاری تصویر | دوره قاجار                               | روستای بیلند | ۳۰۲۸۷     | ۲۴ خرداد ۱۳۹۰    | [ ۲ ]   |
| ۱۲۶     | آب‌انبار باغ آسیا                     | بارگذاری تصویر | دوره پهلوی                               | کنار مسجد خواجه‌ها - ۴ کیلومتری شهر گناباد                                                                                  | ۳۰۹۵۷     | ۱۸ شهریور ۱۳۹۱   | [ ۲ ]   |
| ۱۲۷     | پایاب میانده دلویی                   | بارگذاری تصویر | اوایل دوره قاجار                         | روستای دلویی | ۳۰۹۶۰     | ۱۸ شهریور ۱۳۹۱   | [ ۲ ]   |
| ۱۲۸     | قنات رهن                             | بارگذاری تصویر | ؟                                        | روستای رهن | ۳۱۸۷۵     | ۸ دی ۱۳۹۶        | [ ۲ ]   |
| تپه‌ها   |                                      |                |                                          | |           |                  |         |
| ۱۲۹     | تپه اروک                             | بارگذاری تصویر | هزاره سوم پیش از میلاد                   | روستای اروک | ۷۴۸۱      | ۱۲ بهمن ۱۳۸۱     | [ ۱۱۶ ] |
| ۱۳۰     | تپه‌های شهر                           | بارگذاری تصویر | دوران‌های تاریخی پیش از اسلام             | یک کیلومتری قصبه شهر (شهر گناباد)                                                                                          | ۷۴۸۹      | ۱۲ بهمن ۱۳۸۱     | [ ۱۱۷ ] |
| محوطه‌ها |                                      |                |                                          | |           |                  |         |
| ۱۳۱     | محوطه نوده پشنگ                      | بارگذاری تصویر | هزاره سوم پیش از میلاد                   | دهستان پس‌کلوت - روستای نوده پشنگ                                                                                           | ۵۰۱۹      | ۲۵ اسفند ۱۳۸۰    | [ ۱۱۸ ] |
| ۱۳۲     | محوطه قلعه شهاب                      |                | دوره سلجوقی                              | بخش کاخک - روستای شهاب | ۶۴۳۱      | ۷ مهر ۱۳۸۱       | [ ۱۱۹ ] |
| ۱۳۳     | محوطه حصار عمرانی                    | بارگذاری تصویر | پیشاتاریخ                                | ؟ | ۲۹۰۵۰     | ۱۳ بهمن ۱۳۸۸     | [ ۲ ]   |